# Charles-Louis Seck
Charles-Louis Seck (* 11. Mai 1965) ist ein ehemaliger senegalesischer Leichtathlet, der sich auf den Sprint spezialisiert hatte.

## Sportliche Laufbahn
1984 ging Charles-Louis Seck bei den Afrikameisterschaften im 100-Meter-Lauf  an den Start. Mit 10,49 s konnte er die Silbermedaille gewinnen.
Im gleichen Jahr nahm er an den Olympischen Spielen in Los Angeles teil. Über 100 m erreichte er mit 10,45 s im Vorlauf das Viertelfinale, in dem er mit 10,54 s ausschied. Die Staffel mit Seck als Schlussläufer qualifizierte sich mit 40,15 s für das Halbfinale. Hier schied die Staffel mit 40,63 s aus.
Bei den folgenden Afrikameisterschaften 1985 in Kairo und 1988 im algerischen Annaba gewann Charles-Louis Seck zwei weitere Silbermedaillen über 100 m. Dazwischen gewann er bei den in Nairobi ausgetragenen Afrikaspielen 1987 eine Bronzemedaille.
In Seoul nahm Seck bei den Olympischen Spielen 1988 nur im Einzelwettbewerb teil. Mit 10,64 s im Vorlauf qualifizierte er sich wie schon 1984 für das Viertelfinale. Und auch diesmal schied er hier aus. Seine Zeit diesmal war 10,41 s.
Eine Bronzemedaille im Einzelwettbewerb war die Ausbeute bei den Afrikameisterschaften 1990 in Kairo. 1992 in Belle Vue Maurel auf Mauritius kam eine weitere Silbermedaille hinzu.
Zum dritten Mal ging Seck dann bei den Olympischen Spielen 1992 in Barcelona an den Start. Im Einzelwettbewerb scheiterte er mit 10,57 s schon in der Vorrunde. In der Staffel kam Seck als Startläufer zum Einsatz. Die Mannschaft schied jedoch mit 40,13 s in der Vorrunde aus.
Charles-Louis Secks Bestzeit über die 100 m lag bei 10,19 s, die er bei einem Wettkampf am 9. August 1986 in Aix-les-Bains erzielte.